# هجوم كيميائي (لعبة فيديو)
هجوم كيميائي (بالإنجليزية: Mechanized Attack)‏ (باليابانية: メカナイズド・アタック) ، هي لعبة إلكترونية من نوع لعبة تصويب، أنتجها شركة إس إن كاي اليابانية عام 1989م.

## قصة اللعبة
يقوم بطل اللعبة بالبحث عن الأسلحة السرية الكيميائية والتي خبأها الأعداء الأليين، فيقوم بطل اللعبة بقتل فرقة الضفادع البشرية والبحث عن قاعدة العدو لتدميرها.

## وصلة خارجية
- Mechanized Attack at Arcade-History
- هجوم كيميائي على موبي غيمز
- هجوم كيميائي (لعبة فيديو) على موقع القائمة القاتلة لألعاب الفيديو